# One Voice (Agnostic Front)
One Voice è il quarto album studio del gruppo New York hardcore Agnostic Front. Venne pubblicato nel 1992 dalla Relativity Records. Si tratta del ritorno, dopo tre anni di assenza, della band, che fu costretta a fermarsi a causa dell'arresto di Roger Miret.
Musicalmente, il gruppo continua la fusione tra hardcore e thrash metal, cosa che attirò l'interesse della Roadrunner Records, che distribuì questo ed il disco successivo.

## Tracce
1. New Jack (Matt Henderson, Roger Miret) – 3:40
2. One Voice (Henderson, Miret, Craig Setari) – 3:15
3. Infiltrate (Henderson, Setari) – 1:20
4. The Tombs (Henderson, Miret, Setari) – 3:23
5. Your Fall (Henderson, Miret) – 1:47
6. Over the Edge (Henderson, Miret, Setari) – 3:55
7. Undertow (Henderson, Miret) – 3:36
8. Now and Then (Henderson, Miret, Setari) – 2:24
9. Crime Without Sin (Miret) – 2:41
10. Retaliate (Henderson, Miret) – 3:20
11. Force Feed (Henderson, Miret, Setari) – 2:49
12. Bastard (Miret) – 3:08

## Formazione
- Roger Miret – voce
- Vinnie Stigma – chitarra
- Matt Henderson – chitarra
- Craig Setari – basso
- Will Shepler – batteria